# Miguel Cortés Miranda
Miguel Cortés Miranda (Gustavo A. Madero, Ciudad de México, México; 25 de octubre de 1984 - Iztapalapa, Ciudad de México, México; 13 de abril de 2025).  Fue un químico bacteriólogo, parasitólogo y asesino serial mexicano.

## Biografía
Estudió para ser químico bacteriólogo parasitólogo; era egresado de la Escuela Nacional de Ciencias Biológicas (ENCB) del Instituto Politécnico Nacional (IPN). Se desempeñó laboralmente en laboratorios ubicados en la Ciudad de México. 

### Muerte
Falleció el 13 de abril de 2025, en la mañana fue trasladado al Hospital General de Iztapalapa desde su celda por un paro cardiorespiratorio ocasionado por una intoxicación con medicamentos controlados autorizados que tomaba con frecuencia, además al caer de la litera sufrió un traumatismo craneoencefálico. Su presunto fallecimiento está en dos líneas de investigación debido a que previamente realizó llamadas telefónicas a los familiares de las víctimas estando cercana una audiencia judicial. Murió sin recibir sentencia.

## Historia criminal
En su perfil de Facebook publicaba poesía, se cree que sus textos están relacionados con sus crímenes.
Su último asesinato fue contra una menor de edad el 16 de abril de 2024. Después de entrar a su habitación, abusar sexualmente de ella y apuñalarla, acabó matándola por estrangulamiento. La madre de la chica lo descubrió en el acto, y también fue apuñalada gravemente pero logró sobrevivir; tras ser detenido por policías y vecinos al escuchar los gritos de ayuda de la menor mientras intentaba huir, fue enviado al Reclusorio Oriente. Posteriormente su domicilio fue investigado, encontrándose 20 restos humanos, 5 cráneos humanos, varias credenciales de identificación, celulares y algunas libretas, así como también elementos químicos y material quirúrgico.

## Perfil psicológico
Miguel presumía su formación académica, científica y profesional; la participación en eventos sociales y recreativos como el cine, el teatro, el turismo, la literatura y su poliglotismo; así como activismo en defensa de los derechos de los animales y mostraba apoyo a movimientos como el feminismo y los derechos LGBTQI.
La manera en que presumía su vida personal y la descripción de sus vecinos y familia, como una persona "normal" y "tranquila", contrasta bastante con sus actos criminales; la hermana de Miguel afirmó que sufrieron de violencia intrafamiliar en la infancia. En sesiones psicológicas previas a su arresto habría confesado a su terapeuta que se encontraba distante de su familia y en su niñez facilitó sustancias letales a una amiga con depresión que pensaba en suicidarse.
En su perfil de Facebook comentó padecer TOC, afirmación que no ha sido verificada por algún profesional. Ha sido descrito con un encanto superficial y amabilidad aparente, que son características de un comportamiento antisocial; además de una conducta sexual perturbada, pues se presume que cometió actos de necrofilia.
Peritos psicológicos de la defensa legal de las víctimas realizaron una perfilación criminal que determinaba psicopatía, narcisismo y comportamiento violento. El peritaje fue descartado como recurso por las autoridades judiciales.

## Víctimas
El perfil de la mayoría de sus víctimas eran personas conocidas; entre ellas estudiantes, compañeras laboratoristas de trabajo, personas de escasos recursos y sexoservidoras. Se sospecha que asesinó a más de 6 mujeres a lo largo de sus posibles 12 años de actividad, pues según investigaciones sus crímenes empezaron alrededor del 2012. La defensa legal de las víctimas afirmó que él mismo confesó haber asesinado a más de 30 mujeres.

### Confirmadas
- Amairany Robledo González: estudiante desaparecida el 1 de agosto del 2012 en Iztapalapa.
- Frida Sofía Lima Rivera: estudiante desaparecida el 7 de febrero de 2015 en Iztacalco.
- María José Castillo Calles: menor de edad, violada y asesinada en su apartamento el 16 de abril de 2024.
- Cassandra Calles: madre de María José, herida de gravedad por defender a su hija.

### Presuntas
- Karen Ornelas – .
- Viviana Elizabeth “G” – .
- Norma Elena “O” – .
- Cinthia Vanesa “E” – .
- Laura “V” – .
- Claudia Andrea “A” – .
- Otras presuntas víctimas no identificadas.